# Sonic Pi
Sonic Pi är ett programspråk för musik. Det kan användas för att skapa musik live. Språket skapades av Sam Aaron 2012.